# Balneário do Caldas
Balneário do Caldas é uma estância hidromineral pertencente à prefeitura Barbalha, Ceará. Localiza-se na Chapada do Araripe, distrito de Caldas, na cidade de Barbalha, estado do Ceará. 
Destino de milhares de turistas por ano, é responsável por boa parte da renda da cidade e possui, além de fontes e piscinas naturais de água mineral, um hotel de serra (Hotel das Fontes) compondo o complexo turístico Termas do Caldas.

## História

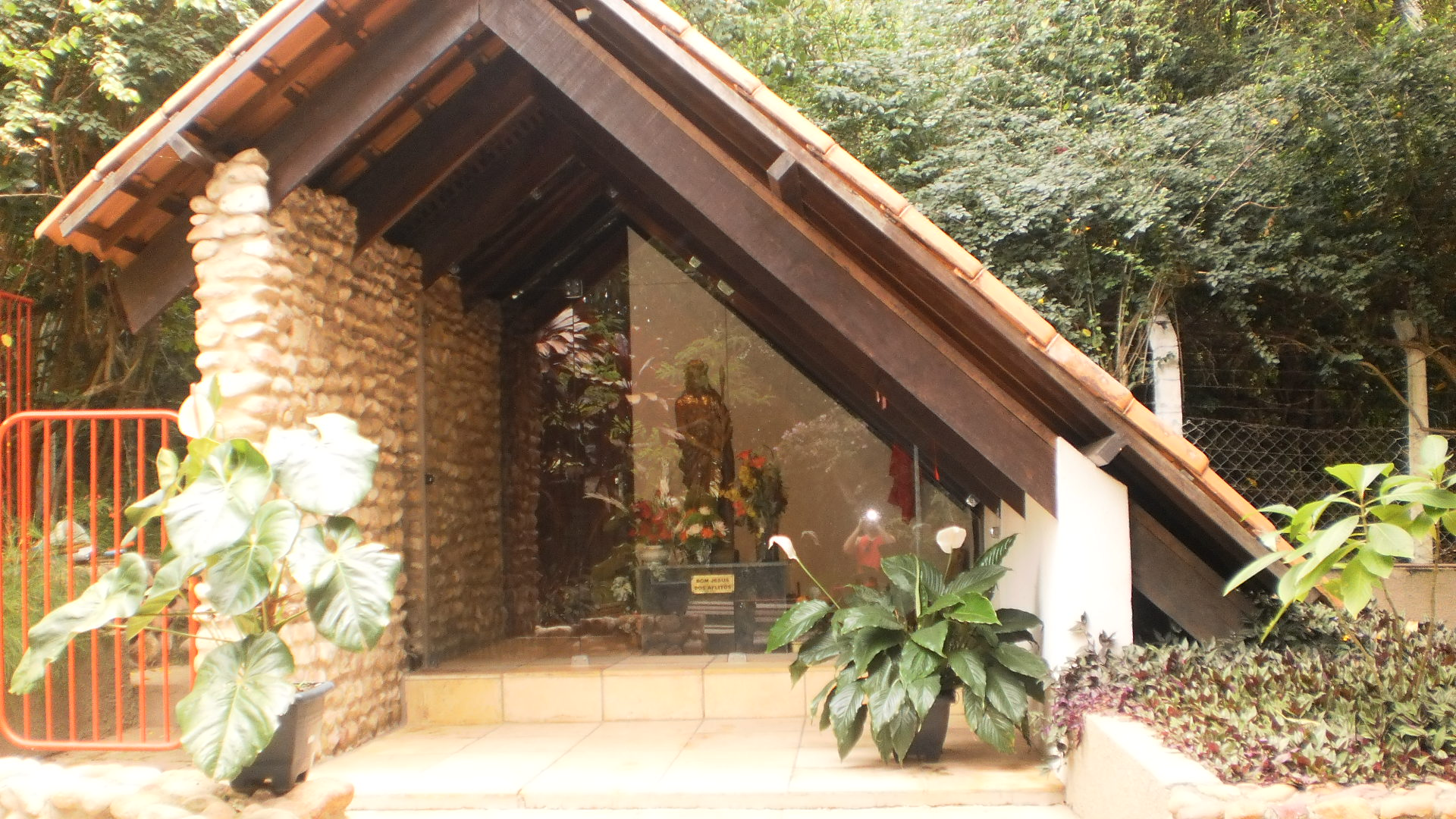
Capela Bom Jesus - Balneário do Caldas

Em 1869, por ocasião de uma de suas missões de evangelização, o Padre Ibiapina em visita à capela do Bom Jesus dos Aflitos localizada nas terras do senhor Antônio Emanuel de Caldas, conhece a fonte do Bom Jesus nas proximidades do local. Por acreditar nas propriedades curativas das águas minerais, o padre passa a recomendar o banho e a ingestão destas aos fieis. A partir de então a fonte do Bom Jesus, na localidade de Caldas, passa a receber uma quantidade considerável de pessoas em busca de suas propriedades medicinais.
Com o passar dos anos foram surgindo casas e pontos comerciais no povoado. Uma nova igreja foi construída, assim como um cemitério e em 1946 fundou-se a Escola Rural do Caldas.
Em 1958, por obra do DNOCS, foi construída a estrada que liga o povoado à cidade de Barbalha, sendo asfaltada em 1978. Sofreu nova intervenção do Governo do Estado do Ceará em 2011, passando a ser duplicada e sinalizada.

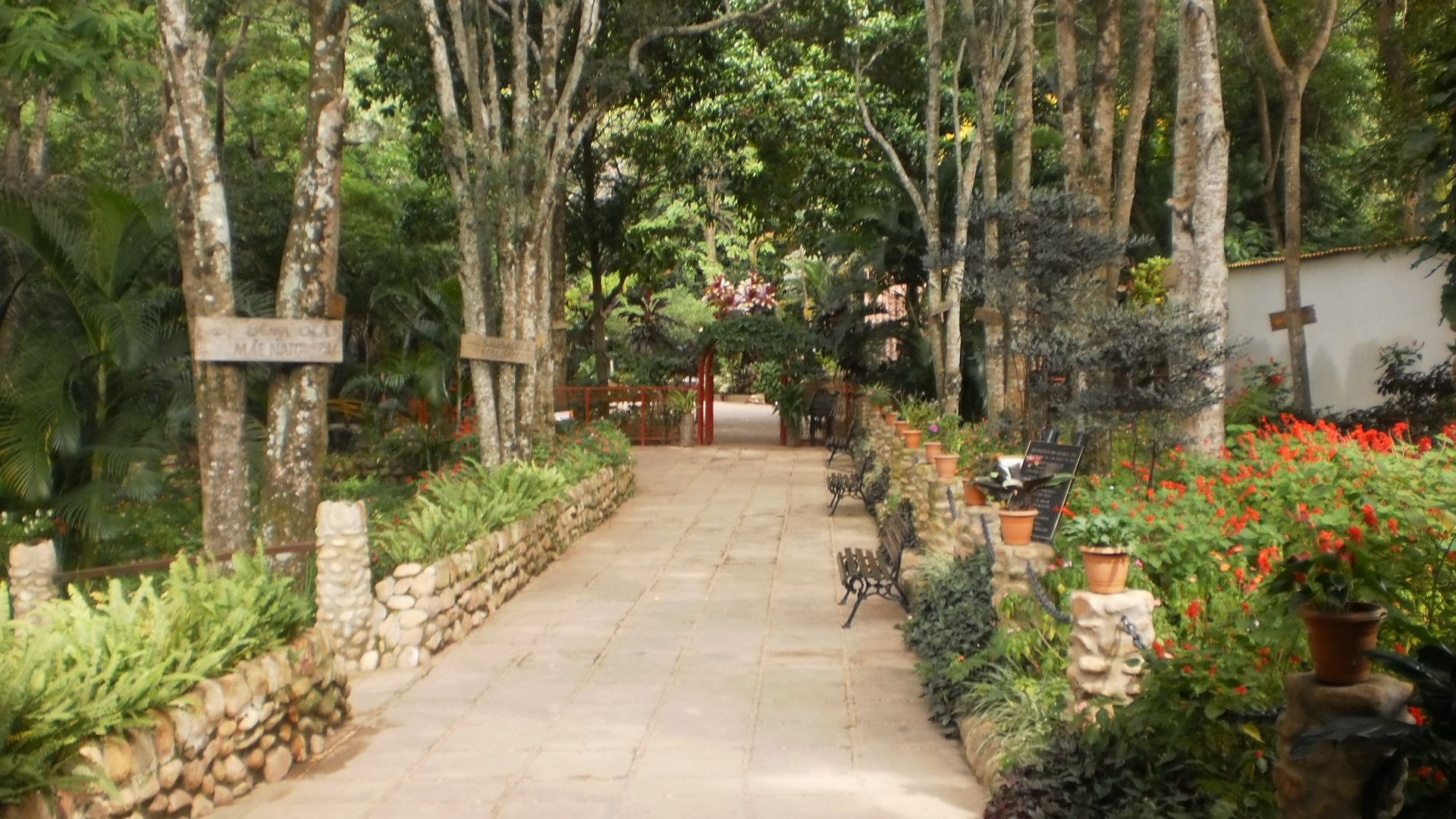
Balneário do Caldas

Em 1973, por iniciativa do prefeito Fabriano Livônio Sampaio, foram adquiridas as terras nas quais se localizavam as fontes que, desde o século anterior, despertavam a atenção dos turistas. 
A construção da infra-estrutura necessária para ali fundar uma estância hidromineral teve início no ano seguinte.
Em 02 de Março de 1975 foi inaugurado o Balneário do Caldas, tornando-se um dos mais visitados atrativos turísticos do interior do Ceará.

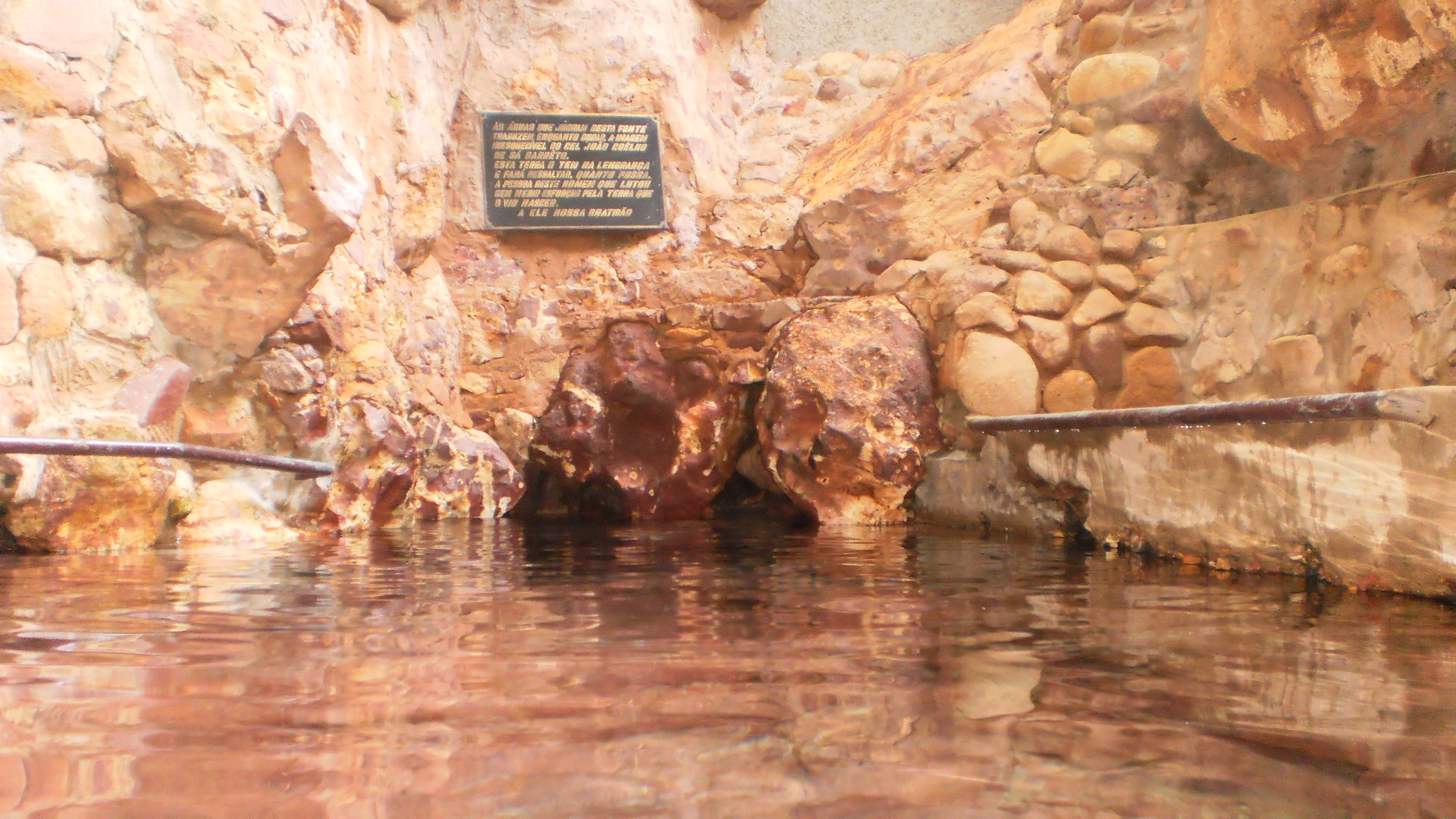
Fonte de João Coêlho

A estrutura do complexo conta com duas fontes naturais, os buracos (Bom Jesus e João Coêlho), recomendadas para a prática da balneoterapia. Segundo o Departamento Nacional de Produção Mineral - DNPM, as águas destas fontes se classificam da seguinte maneira: "Águas minerais naturais e hipo-termais, enquadradas em tipos de águas medicinais." As fontes se encontram a aproximadamente 760m de altitude e possuem uma vazão de,aproximadamente, 54 metros cúbicos por hora. A temperatura da água está em torno de 26°C e sua dureza em 0,028 g/l.
O Balneário do Caldas é reconhecido pela lei estadual n° 3894 de 1957 como a única estância termo-mineral do Ceará.

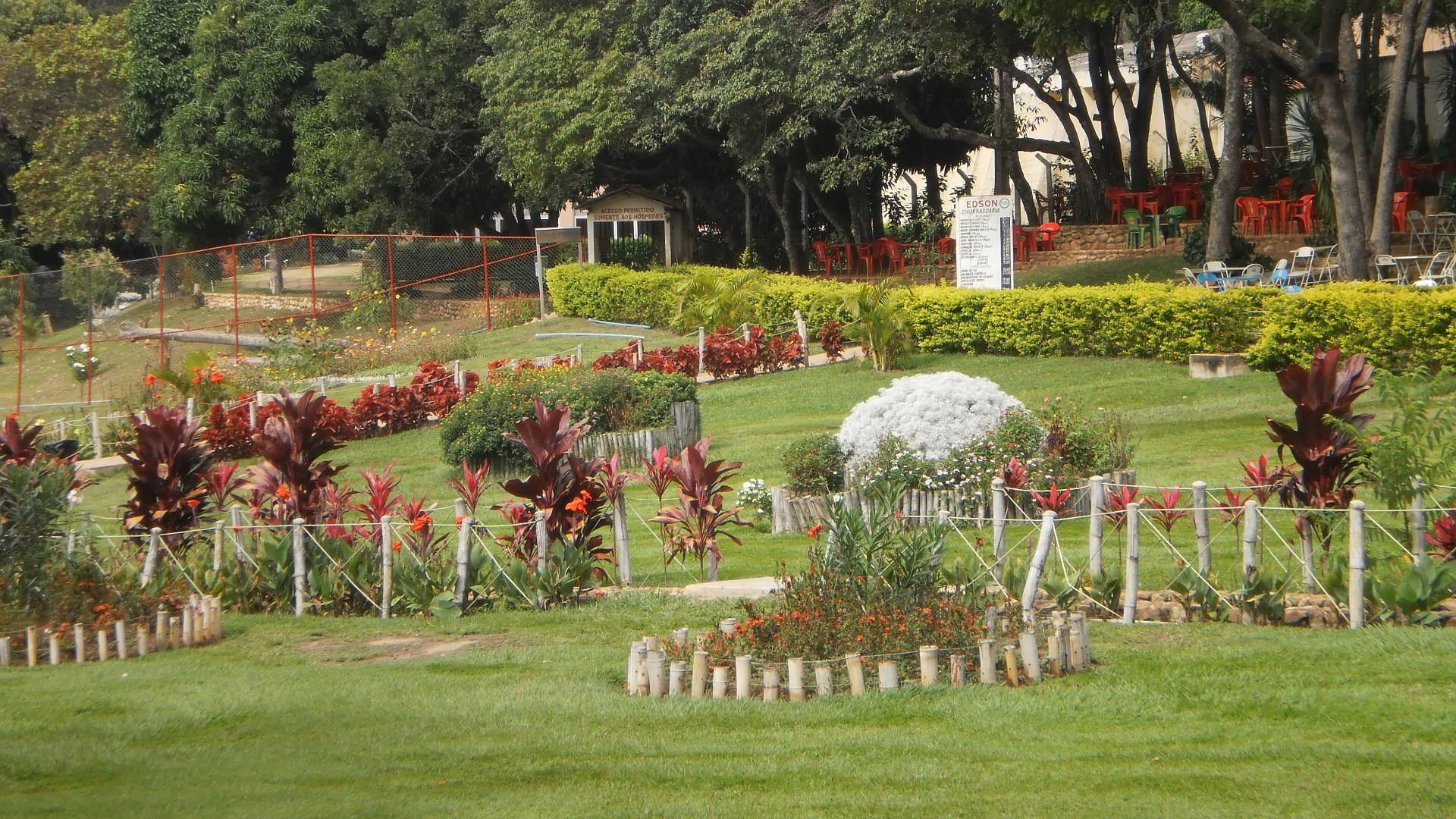
Jardins Balneário do Caldas

Além das fontes, o balneário possui piscinas de água parada e corrente, bicas e cachoeira. O local conta, ainda, com quadras esportivas, restaurantes, vestiários, ponto de primeiros socorros e diversos espaços para piqueniques e descanso.

O Hotel das Fontes, fundado em 1976, completa a infra-estrutura turística do complexo.